# Comerío
Pour la commune italienne, voir Comerio.
La municipalité de Comerío, sur l'ile de Porto Rico (Code International : PR.CM) couvre une superficie de 73 km2 et regroupe 18 883 habitants en 2020.